# Richza Odonówna
Richza Odonówna (* um 1190; †  nach 1238) war eine polnische Prinzessin. Sie entstammte dem Adelsgeschlecht der großpolnischen Piasten. 

## Leben
Richza war eine Tochter von Herzog Odon Mieszkowic von Großpolen († 1194) und Wyszesława von Halitsch, die Tochter von Jaroslaw Osmomysl. Ihr Bruder war Władysław Odonic. Über ihr Leben ist wenig bekannt, außer das sie es mit dem Herzogtum Schlesien verbunden war. Sie wird in einem Dokument aus dem Jahr 1239 von Mieszko II. von Oppeln-Ratibor als Zeugin einer Stiftung in Breslau erwähnt, wobei Mieszko II. sie als seine Tante erwähnt. Weiterhin wird in einem schlesischen Nekrolog ihr Todestag mit dem 18. November angegeben. Das Todesjahr ist unbekannt, ebenso wie der Bestattungsort.